# Dálněvýchodní vojenský okruh
Dálněvýchodní vojenský okruh (rusky Дальневосточный военный округ) je vojenský okruh Ozbrojených sil Ruské federace, nacházející se na východě Ruské federace. Velitelství okruhu sídlí v Chabarovsku.
Dálněvýchodní vojenský okruh byl vytvořen 31. července 1918 jako Východosibiřský vojenský okruh.
Dálněvýchodní vojenský okruh pokrývá území Republiky Sacha, Přímořského kraje, Chabarovského kraje, Kamčatského kraje, Amurské oblasti, Magadanské oblasti, Sachalinské oblasti, Čukotského autonomního okruhu a Židovské autonomní oblasti.